# Фарах, Нуруддин
Нуруддин Фарах (сомал. Nuuraddin Faarax, англ. Nuruddin Farah, 24 ноября 1945, Байдабо) — сомалийский писатель, пишет на английском языке.

## Биография
Сын торговца. Учился в школе в Огадене. Закончил отделение литературы и философии в Пенджабском университете в Чандигархе. Преподавал в Могадишо. Международную известность ему принёс роман «Из кривого рёбра» (1970). В 1975—1992 жил в изгнании (Кения, Эфиопия, Гамбия, Нигерия, США), после падения режима Сиада Барре вернулся на родину в 1996. Его сестра-дипломат Басра Фарах Хассан погибла в теракте в Афганистане в 2014 году.
Пишет на темы национализма, колониализма, феминизма.

## Произведения
- Why Die So Soon? (1965, повесть)
- A Dagger in a Vacuum (1965, драма)
- From a Crooked Rib/ Из кривого ребра (1970, роман)
- A Naked Needle (1976, роман)
- Variations on the Theme of An African Dictatorship (романная трилогия)
  - Sweet and Sour Milk (1979)
  - Sardines (1981)
  - Close Sesame (1983)
- Blood in the Sun (романная трилогия)
  - Maps (1986, входит в число ста лучших африканских книг XX века)
  - Gifts (1993)
  - Secrets (1998)
- Territories (2000, роман)
- Yesterday, Tomorrow: Voices from the Somali Diaspora (2000, эссе)
- Новая романная трилогия
  - Links (2004)
  - Knots (2007)
  - Crossbones (2011)

## Признание
Романы и эссе Фараха переведены на многие языки мира. Ему вручены премия Курта Тухольского (1991), Нейштадтская литературная премия (1998).
Член жюри 60-го Берлинале (2010).